# Kühlhaus am Gleisdreieck

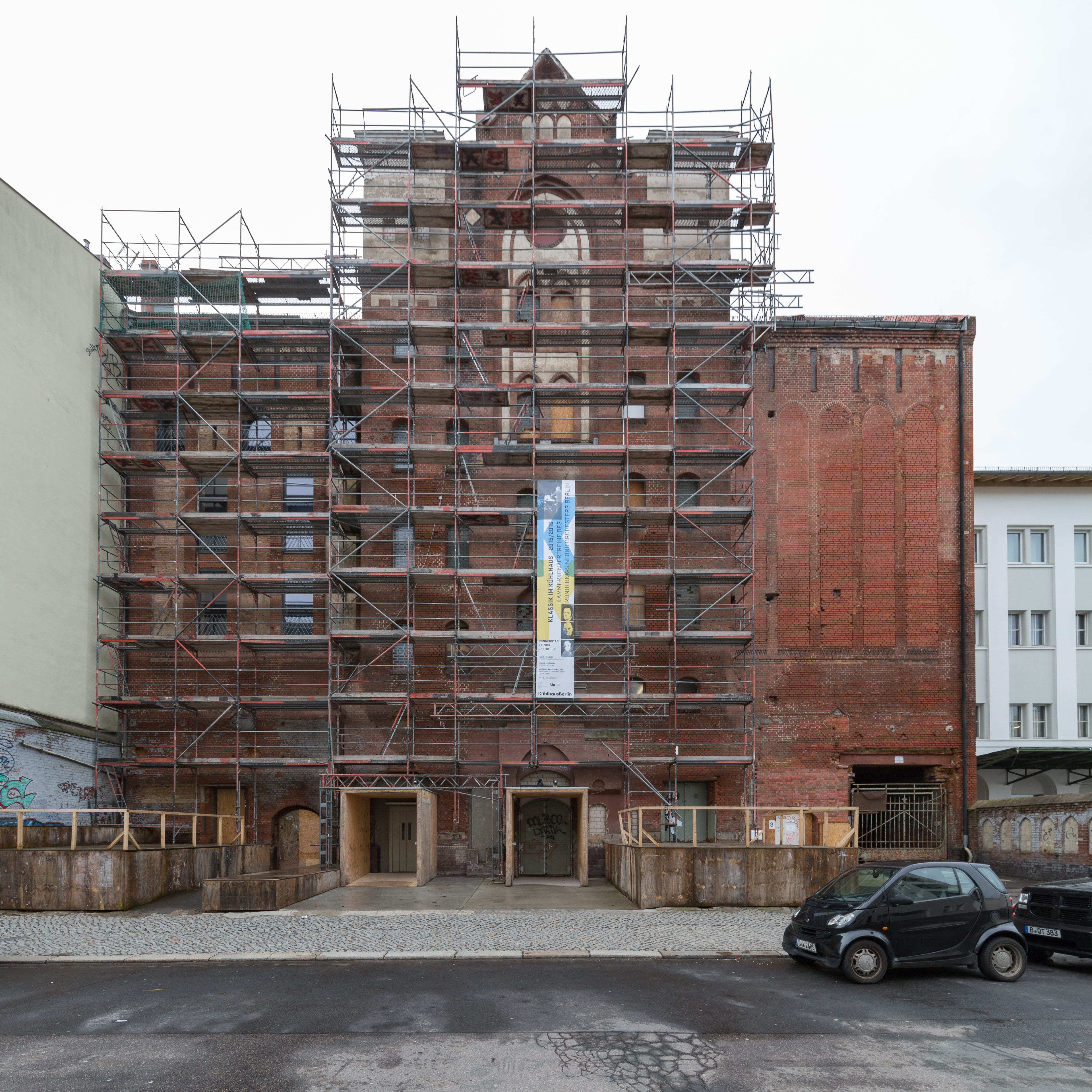
Kühlhaus am Gleisdreieck (2016)

Das Kühlhaus am Gleisdreieck ist ein Industriedenkmal in der Nähe des Berliner U-Bahnhofs Gleisdreieck, das von 1900 bis 1901 mit acht Stockwerken und 6000 m² als größtes Kühlhaus Europas in der Luckenwalder Straße entstand. Es war unterteilt in das Kühlhaus I und Kühlhaus II, wobei heute lediglich letzteres noch existiert. Betrieben wurde es von der Gesellschaft für Markt- und Kühlhallen, die ab 1912 ein weiteres Werk in der Scharnhorststraße 28–29 eröffnete. Heute ist das Gebäude Zentrum von verschiedenen Veranstaltungen wie Lesungen, Konzerten, Theatervorstellungen und Modemessen wie der Berlin Fashion Week; im Verwaltungsgebäude in der Trebbiner Straße ist das Deutsche Technikmuseum untergebracht.
Der Bedarf nach frischen Lebensmitteln stieg zu Beginn des 20. Jahrhunderts in Berlin an, weswegen zeitgleich mit der Errichtung des als Hochbahnanlage ausgelegten U-Bahnhofs Gleisdreieck das Kühlhaus nach Plänen des Architekten Otto Stiehl und des Baumeisters Theodor Kampffmeyer erbaut wurde. Das Innere des Kühlhauses wurde für die damalige Zeit modern mit einem Stahlskelett und Stahlbeton errichtet und ist dem US-amerikanischen und englischen Vorbild der Raumnutzung nachempfunden, während die Fassade mit reichhaltiger Verwendung von Schmuck- und Gliederungsformen an die märkischen Backsteingotik angelehnt ist. An das Kühlhaus war eine Produktion angeschlossen, die „keimfreies Kristall- beziehungsweise Stangeneis“ herstellte. Die Warenan- und -abfuhr wurde über Straße und Eisenbahn (Güterbahnhof des Potsdamer Bahnhofs) abgewickelt; die Waren wurden über die Lastenaufzüge auf die einzelnen Etagen verteilt. Bereits zwischen 1906 und 1907 musste das Kühlhaus I erweitert werden. Das Kühlhaus war bis spätestens 1978 im Betrieb, dann wurde es an die Berliner Verkehrsbetriebe verkauft, die das Kühlhaus I im Jahr darauf abreißen ließ. Hingegen wurde das andere Kühlhaus denkmalpflegerisch saniert und steht seit 1989 unter Denkmalschutz. Nach einer Phase des Leerstands zu Beginn des Jahrtausends begannen Sanierungs- und Umbauarbeiten für die Nutzung als Event-Location, die 2011 zu den „Pol-Poisitons“, einem polnischen Kulturfestival, abgeschlossen waren.